# Умањ
Умањ (укр. Умань) град је Украјини у Черкашкој области. Према процени из 2012. у граду је живело 87.425 становника.

## Становништво
Према процени, у граду је 2012. живело 87.425 становника.
| 1979.  | 1989.  | 2001.  | 2012.  |
| ------ | ------ | ------ | ------ |
| 78.897 | 90.596 | 88.735 | 87.425 |

## Партнерски градови
- Лањцут
- Дејвис
- Гњезно
- Haapsalu City
- Milford Haven
- Romilly-sur-Seine